# Étoile des Deux Lacs
L'Étoile des Deux Lacs è stata una società calcistica francese, con sede a Parigi.

## Storia[1]
La società venne fondata nel 1898 e visse il massimo momento di gloria prima della Grande Guerra, ottenendo la vittoria nel Championnat de France de football FGSPF in sei occasioni (1905, 1906, 1907, 1911, 1912 e 1913), conquistando due edizioni del Trophée de France (1907 e 1912) ed una Coupe nationale FGSPF nel 1916.
Nel periodo prima del primo conflitto mondiale l'Étoile des Deux Lacs ha fornito alla nazionale di calcio francese undici giocatori.
Dopo il conflitto mondiale la società perde importanza.

## Palmarès

### Competizioni nazionali
- Championnat de France de football FGSPF: 6

1905, 1906, 1907, 1911, 1912, 1913
- Trophée de France: 2

1907, 1912
- Coupe nationale FGSPF: 1

1916

### Altri piazzamenti
- Trophée de France:

Finalista: 1911, 1916
Semifinalista: 1913